# Diacetona álcool
Diacetona álcool é um composto químico com a fórmula CH3C(O)CH2C(OH)(CH3)2. Este líquido é um comum intermediário em síntese orgânica usado para a preparação de outros compostos.
É um ingrediente natural da gramínea "Sleepy" (Achnatherum robustum).

## Síntese
Primeiramente identificada por Heintz, sua preparação envolve a condensação catalisada por Ba(OH)2 de duas moléculas de acetona
Submete-se à desidratação para dar cetonas α,β-insaturadas, óxido de mesitila: A hidrogenação de óxido de mesitila dá o solvente industrial, metil isobutil cetona ("MIBK").